# Peter Noble
Peter Noble (Sunderland, 19 de agosto de 1944 - 6 de maio de 2017) foi um futebolista inglês que atuava como atacante.
Considerado um dos melhores jogadores da história do Burnley (clube pelo qual atuou em 243 oportunidades, e marcou 63 gols), Noble encerrou sua carreira com 100% de aproveitamento em cobranças de pênalti, tendo convertido todas as 28 penalidades que cobrou. Este recorde só é superado pelo albanês Ledio Pano que, segundo estatísticas do site da UEFA, encerrou a carreira tendo convertido todas as 50 penalidades que cobrou.
Morreu em 6 de maio de 2017, aos 72 anos.

## Conquistas e honrarias
- 1971 - Swindon Town F.C. Player of the Season[6]
- 2006 - Incluído na lista 'Burnley Football Club Legend' elaborada pela "East Lancashire Club"